# Élections locales écossaises de 2012 à Highland
Pour un article plus général, voir Élections locales écossaises de 2012.

Les élections locales écossaises de 2012 à Highland se sont tenues le 3 mai 2012.

## Composition du conseil
Majorité absolue : 41 sièges
| Parti               | Sièges  |
| ------------------- | ------- |
| Indépendant         | 35 / 80 |
| SNP                 | 22 / 80 |
| Libéraux-démocrates | 15 / 80 |
| Travailliste        | 8 / 80  |